# ليك كلارك شورز
ليك كلارك شورز (بالإنجليزية: Lake Clarke Shores)‏ هي مدينة أمريكية تقع في ولاية فلوريدا. تبلغ مساحة هذه المدينة 2.7 (كم²)،ويبلغ عدد سكانها 3451 نسمة حسب إحصاء سنة 2010 م 3451.تشير إحصاءات سنة 2000م بأن الكثافة السكانية في هذه المدينة تقدر بـ(1366.4) نسمة/كم2 

## التركيبة السكانية
حدّد مكتب تعداد الولايات المتحدة بيانات التركيبة السكانية لليك كلارك شورز في تعداد الولايات المتحدة. في ما يلي، التركيبة السكانية حسب تعدادي 2000 و2010.

### تعداد عام 2000
بلغ عدد سكان ليك كلارك شورز 3,451 نسمة بحسب تعداد عام 2000، وبلغ عدد الأسر 1,407 أسرة وعدد العائلات 1,030 عائلة مقيمة في البلدة. في حين سجلت الكثافة السكانية 1,287.7 نسمة لكل كيلومتر مربع (3,335.1/ميل2). وبلغ عدد الوحدات السكنية 1,462 وحدة بمتوسط كثافة قدره 545.5 لكل كيلومتر مربع (1,412.8/ميل2).
وتوزع التركيب العرقي للبلدة بنسبة 93.16% من البيض و1.04% من الأمريكيين الأفارقة و0.23% من الأمريكيين الأصليين و1.94% من الأمريكيين ذوي الأصول الآسيوية و0.03% من سكان جزر المحيط الهادئ و2.46% من الأعراق الأخرى و1.13% من عرقين مختلطين أو أكثر و18.52% من الهسبانيون أو اللاتينيون من أي عرق.
بلغ عدد الأسر 1,407 أسرة كانت نسبة 27% منها لديها أطفال تحت سن الثامنة عشر تعيش معهم، وبلغت نسبة الأزواج القاطنين مع بعضهم البعض 62.5% من أصل المجموع الكلي للأسر، ونسبة 8% من الأسر كان لديها معيلات من الإناث دون وجود شريك، بينما كانت نسبة 2.6% من الأسر لديها معيلون من الذكور دون وجود شريكة وكانت نسبة 26.8% من غير العائلات. تألفت نسبة 21% من أصل جميع الأسر من عدة أفراد يعيشون في نفس المنزل ونسبة 8.5% كانت تتألف من شخص يعيش بمفرده يبلغ من العمر 65 عاماً أو أكثر. وبلغ متوسط حجم الأسرة المعيشية 2.45، أما متوسط حجم العائلات فبلغ 2.82.
بلغ العمر الوسطي للسكان 43.9 عاماً. وكانت نسبة 18.8% من القاطنين تحت سن الثامنة عشر، وكانت نسبة 5.9% بين الثامنة عشر والرابعة والعشرين عاماً، ونسبة 27.1% كانت واقعةً في الفئة العمرية ما بين الخامسة والعشرين والرابعة والأربعين عاماً، ونسبة 29.6% كانت ما بين الخامسة والأربعين والرابعة والستين، ونسبة 18.5% كانت ضمن فئة الخامسة والستين عاماً فما فوق. يوجد لكل 100 أنثى 98.9 ذكر، ويوجد لكل 100 أنثى في الثامنة عشر من عمرها فما فوق 95.3 ذكر.

### تعداد عام 2010
بلغ عدد سكان ليك كلارك شورز 3,376 نسمة بحسب تعداد عام 2010، وبلغ عدد الأسر 1,392 أسرة وعدد العائلات 960 عائلة مقيمة في البلدة. في حين سجلت الكثافة السكانية 1,259.7 نسمة لكل كيلومتر مربع (3,262.6/ميل2). وبلغ عدد الوحدات السكنية 1,467 وحدة بمتوسط كثافة قدره 547.4 لكل كيلومتر مربع (1,417.8/ميل2).
وتوزع التركيب العرقي للبلدة بنسبة 90.11% من البيض و2.73% من الأمريكيين الأفارقة و0.06% من الأمريكيين الأصليين و1.51% من الأمريكيين ذوي الأصول الآسيوية و0.06% من سكان جزر المحيط الهادئ و3.05% من الأعراق الأخرى و2.49% من عرقين مختلطين أو أكثر و24.67% من الهسبانيون أو اللاتينيون من أي عرق.
بلغ عدد الأسر 1,392 أسرة كانت نسبة 26.9% منها لديها أطفال تحت سن الثامنة عشر تعيش معهم، وبلغت نسبة الأزواج القاطنين مع بعضهم البعض 54.3% من أصل المجموع الكلي للأسر، ونسبة 9.7% من الأسر كان لديها معيلات من الإناث دون وجود شريك، بينما كانت نسبة 5% من الأسر لديها معيلون من الذكور دون وجود شريكة وكانت نسبة 31% من غير العائلات. تألفت نسبة 23.4% من أصل جميع الأسر من عدة أفراد يعيشون في نفس المنزل ونسبة 10.2% كانت تتألف من شخص يعيش بمفرده يبلغ من العمر 65 عاماً أو أكثر. وبلغ متوسط حجم الأسرة المعيشية 2.42، أما متوسط حجم العائلات فبلغ 2.87.
بلغ العمر الوسطي للسكان 46.5 عاماً. وكانت نسبة 19.3% من القاطنين تحت سن الثامنة عشر، وكانت نسبة 5.7% بين الثامنة عشر والرابعة والعشرين عاماً، ونسبة 22.7% كانت واقعةً في الفئة العمرية ما بين الخامسة والعشرين والرابعة والأربعين عاماً، ونسبة 34.6% كانت ما بين الخامسة والأربعين والرابعة والستين، ونسبة 17.8% كانت ضمن فئة الخامسة والستين عاماً فما فوق. وتوزع التركيب الجنسي للسكان بنسبة 48.3% ذكور و51.7% إناث.